# WWE SmackDown vs. Raw 2007
WWE SmackDown vs. Raw 2007 est un jeu vidéo de catch professionnel distribué par THQ et développé par Yuke's Media Creation. Le jeu est basé sur la promotion de lutte professionnelle World Wrestling Entertainment (WWE). THQ, Yuke's et la WWE confirment officiellement le jeu le 31 mars 2006. Il est commercialisé fin 2006 sur consoles PlayStation 2, Xbox 360 et PlayStation Portable. Cette opus 2007 est le premier jeu de la série WWE SmackDown à être commercialisé en dehors des consoles PlayStation.
Le jeu intronise une nouvelle variété de fonctionnalités incluant le système de contrôle analogique (notamment le changement des touches de contrôle) et les combats dans le public,. Le jeu inclut également un nombre d'amélioration des modes et matchs de la version précédente.

## Système de jeu

### Match
THQ explique son intention d'amener une expérience de combat plus réaliste grâce à un nouveau système de contrôle analogique permettant aux joueurs d'attraper et de jeter leurs adversaires lorsqu'ils le souhaitent. Dans ce nouveau système, les prises s'effectuent par contrôle analogique, contrairement aux précédent jeux de la série. Comme dans les précédents opus, les joueurs peuvent se déplacer dans le ring à l'aide du contrôle analogique plutôt qu'avec le D-pad. Une option permettant de changer de mode de contrôle est également disponible. Il est désormais possible de se battre dans la foule. Des objets lancé par la foule peuvent aider les joueurs à battre un adversaire.
Les graphismes ont également été améliorés avec 20 000 polygones utilisé pour chaque catcheur dans la version Xbox 360  comparé au total de 500 sur la version PS2 du précédent opus. La transpiration apparaît également sur les catcheurs dans la version Xbox 360 du jeu,. Le système sonore du jeu a également été amélioré et passe en Dolby 5.1.

### Personnages
WWE SmackDown vs. Raw 2007 est le premier jeu de la série WWE SmackDown vs. Raw à inclure Bobby Lashley, The Boogeyman, Candice Michelle, Finlay, The Great Khali, Jillian Hall, Johnny Nitro, Mr. Kennedy, Melina, Mickie James, Trevor Murdoch, et Umaga. Gregory Helms fait également son apparition sous son nom d'origine ; il était surnommé The Hurricane dans les versions précédentes. Mark Henry apparaît également pour la première fois dans la franchise depuis WWE SmackDown! Shut Your Mouth. Matt Hardy marque également son retour à la suite de son absence dans le précédent opus. Notamment, Joey Mercury, Kid Kash, Paul Burchill, Psicosis et Vito feront qu'une apparition unique dans la série. Chris Benoit apparaît une toute dernière fois dans la série avant son suicide, idem pour Kurt Angle et Daivari qui rejoindront par la suite la fédération Total Nonstop Action Wrestling. WWE SmackDown vs. Raw 2007 est le dernier jeu vidéo de la WWE à inclure Lita, Rob Van Dam et Trish Stratus dans le roster actif, et Big Show avant son année d'absence dans la branche. Au total, 67 personnages sont proposés dans le jeu.

## Développement
La première démo officielle de WWE SmackDown vs. Raw 2007 est distribuée sur le Xbox Live Marketplace le 28 septembre 2006, contenant un match sans disqualification entre Triple H et Kane. Comme le précédent opus, le jeu est commercialisé sur PlayStation 2 et sur PlayStation Portable. La série étant exclusivement commercialisée sur PlayStation, ce jeu est également commercialisé sur Xbox 360. Il s'agit du premier jeu de la série SmackDown! commercialisé sur consoles de différentes générations.
Une version sur PlayStation 3 a également été planifié mais par la suite annulée. Les développeurs ont annoncé qu'ils pencheraient plutôt leurs ressources sur d'autres consoles ; cependant, le prochain opus SmackDown! est planifié sur PlayStation 3. Il y aurait également eu possibilité d'une version sur Wii, mais les développeurs attendaient d'en savoir plus sur le potentiel de la console. Cependant, lors d'une entrevue vidéo, le manager créatif Cory Ledesma annonce qu'il n'y a aucun projet WWE SmackDown vs. Raw 2007 pour la Wii.

## Bande son
| Titre                | Artiste(s)                    |
| -------------------- | ----------------------------- |
| Alive and Kicking    | Nonpoint                      |
| Animal I Have Become | Three Days Grace              |
| Riot                 | Three Days Grace              |
| Bullet With a Name   | Nonpoint                      |
| Forgive Me           | Versus the World              |
| I Ain't Your Savior  | Bullets And Octane            |
| Lonely Train         | Black Stone Cherry            |
| Money in the Bank    | Lil' Scrappy feat. Young Buck |
| Stitches             | Allele                        |
| Survive              | Rise Against                  |
| The Champ            | Ghostface Killah              |
| The Enemy            | Godsmack                      |